# A Orquestra dos Inocentes Condenados
A Orquestra dos Inocentes Condenados é um livro de poesia escrito por Milena Martins Moura. 

## Temas
A obra foi inspirada nas percepções da autora como alguém que se identifica com o diagnóstico de autismo, abordando a interseccionalidade de ser mulher autista. A poeta problematiza questões como a violência médica como mulher autista e a necessidade feminina de corresponder aos padrões de gênero, muitas vezes utilizando-se da camuflagem social para mascar suas características autistas.
A poeta começou a escrever o livro durante a pandemia de COVID-19 e muitos de seus poemas foram escritos em momentos de crise de ansiedade ou sobrecarga sensorial, conforme afirmou a autora. Dessa forma, o luto e as perdas são assuntos recorrentes na obra, que também aborda a solidão e o medo. 

## Recepção
O site Valkirias considerou que o livro é um lembrete sobre a dureza e o peso de não se acompanhar os outros, observando que a consciência disso é uma "sabedoria que nos reveste de força e poder únicos". 